# ملفي الرشيدي
ملفي الرشيدي (مواليد 10 يناير 2006) ، لاعب كرة قدم سعودي يلعب كحارس مرمى في النادي العربي.